# Células escamosas

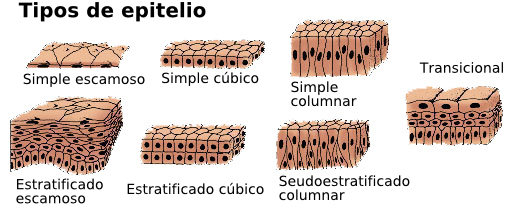
Tipos de epitelio.

En anatomía, el epitelio escamoso (de escama del latín, "escala") es un epitelio que se caracteriza por su capa más superficial que consiste en planos, las células de la escala, llamado de células escamosas. El epitelio puede poseer una sola capa de estas células, en cuyo caso se conoce como epitelio escamoso simple, o puede poseer múltiples capas, se refirió a continuación, como epitelio escamoso estratificado. Ambos tipos realizan diferentes funciones, que van desde el intercambio de nutrientes a la protección.

## Los cánceres de células escamosas del epitelio
Estos incluyen el carcinoma de células escamosas, el carcinoma de células basales, y otros tumores anexiales.
Epitelio escamoso: 
1. Se compone de una capa muy delgada y aplanada de células de forma hexagonal, en estrecho contacto, como los azulejos de un piso.
2. El núcleo es oval y se encuentra en el centro de la célula.
3. Este epitelio se encuentra en la capa superficial de la piel, en el revestimiento de la cavidad del cuerpo, los vasos sanguíneos, las paredes de la cápsula de Bowman.